# Balão de fundo redondo

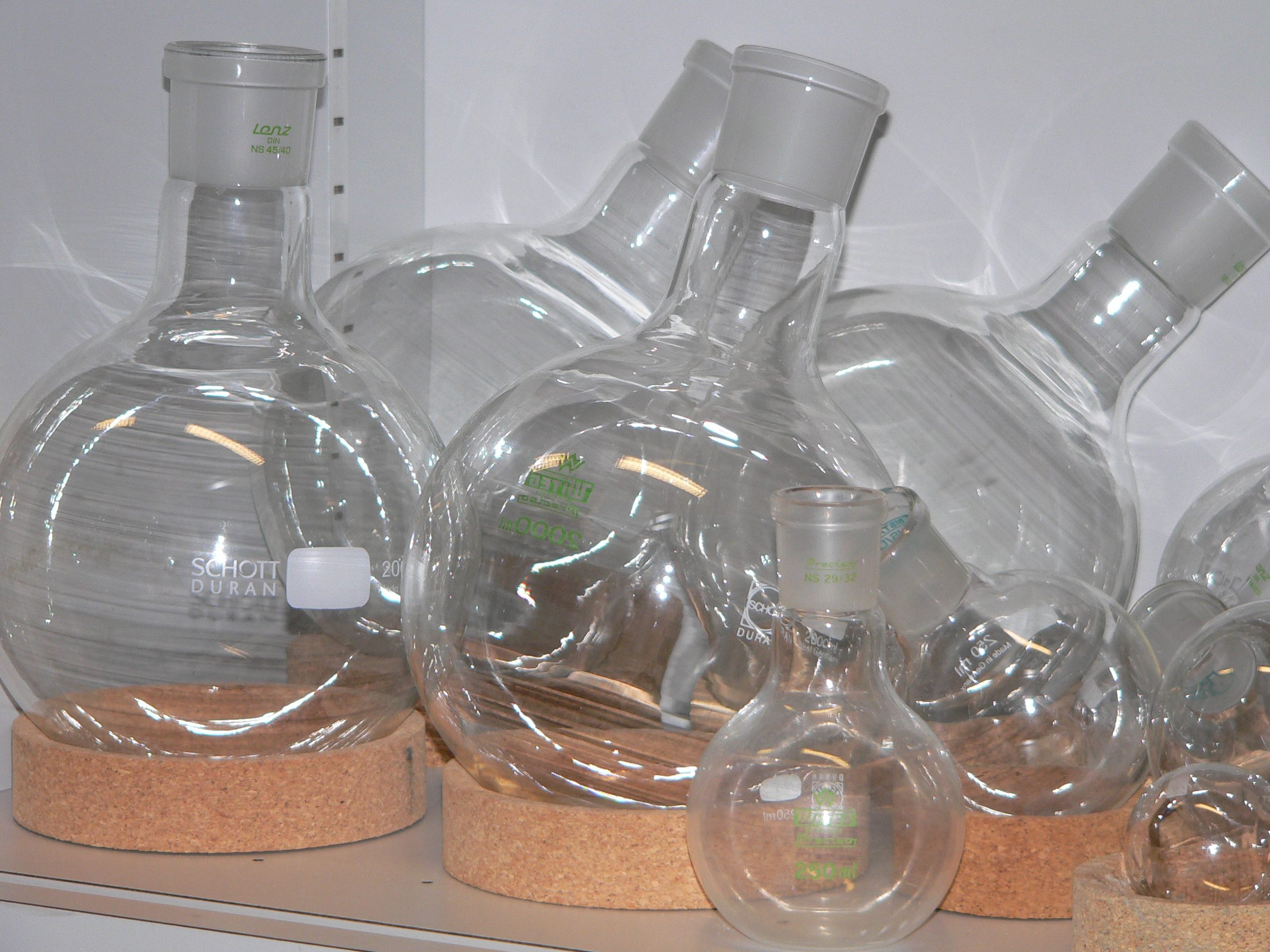
Balões de fundo redondo e suportes de cortiça.

O balão de fundo redondo destina-se a destilações químicas e o seu uso é semelhante ao balão de fundo chato, porém menos apropriado aos aquecimentos sob refluxo.
Também se deve tomar cuidado, pois, são comuns os erros ao apoiar este instrumento na mesa, o fazendo "girar" e quebrar-se ao chão, já que se deve usá-lo segurando sempre.